# Carya floridana
Carya floridana es un árbol nativo del sureste de Estados Unidos, donde es endémica en el centro de Florida.

## Descripción
A pesar de que puede crecer hasta la altura de 25 metros, muchos ejemplares son vistos como arbustos de 3-5 m de altura, con muchos pequeños troncos. Las hojas son de 20-30 cm de largo, pinnadas, con de tres a siete foliolos, cada uno de 4-10 cm de largo y 2-4 cm de ancho, con un margen dentado grueso. El fruto es una nuez de 3-4 cm de largo y 2-2.5 cm de diámetro, con una cáscara gruesa y dura y una semilla comestible dulce.
Está separada geográficamente del nogal negro (Carya texana). Los matorrales se mezcla con Carya glabra en intervalos que se superponen.
Las semillas requieren estratificación para germinar.

## Taxonomía
Carya floridana fue descrita por Charles Sprague Sargent y publicado en Trees and Shrubs 2(4): 193, pl. 177. 1913.
Sinonimia
- Hicoria floridana (Sarg.) Sudw.
- Hicorius floridana Sudw.[2]